# Allagrapha aerea
Allagrapha aerea är en fjärilsart som beskrevs av Jacob Hübner 1802. Allagrapha aerea ingår i släktet Allagrapha och familjen nattflyn. Inga underarter finns listade i Catalogue of Life.

## Bildgalleri

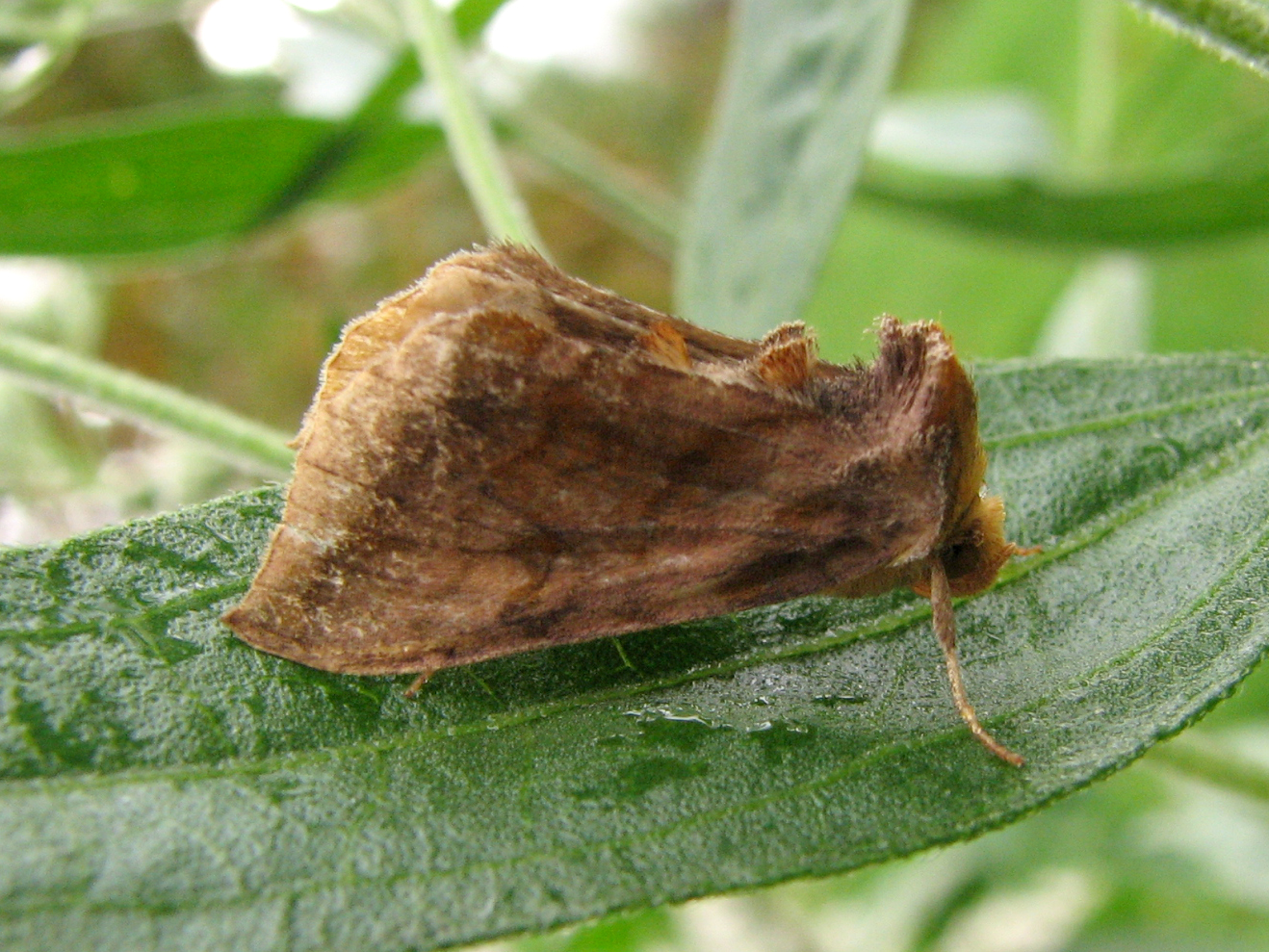
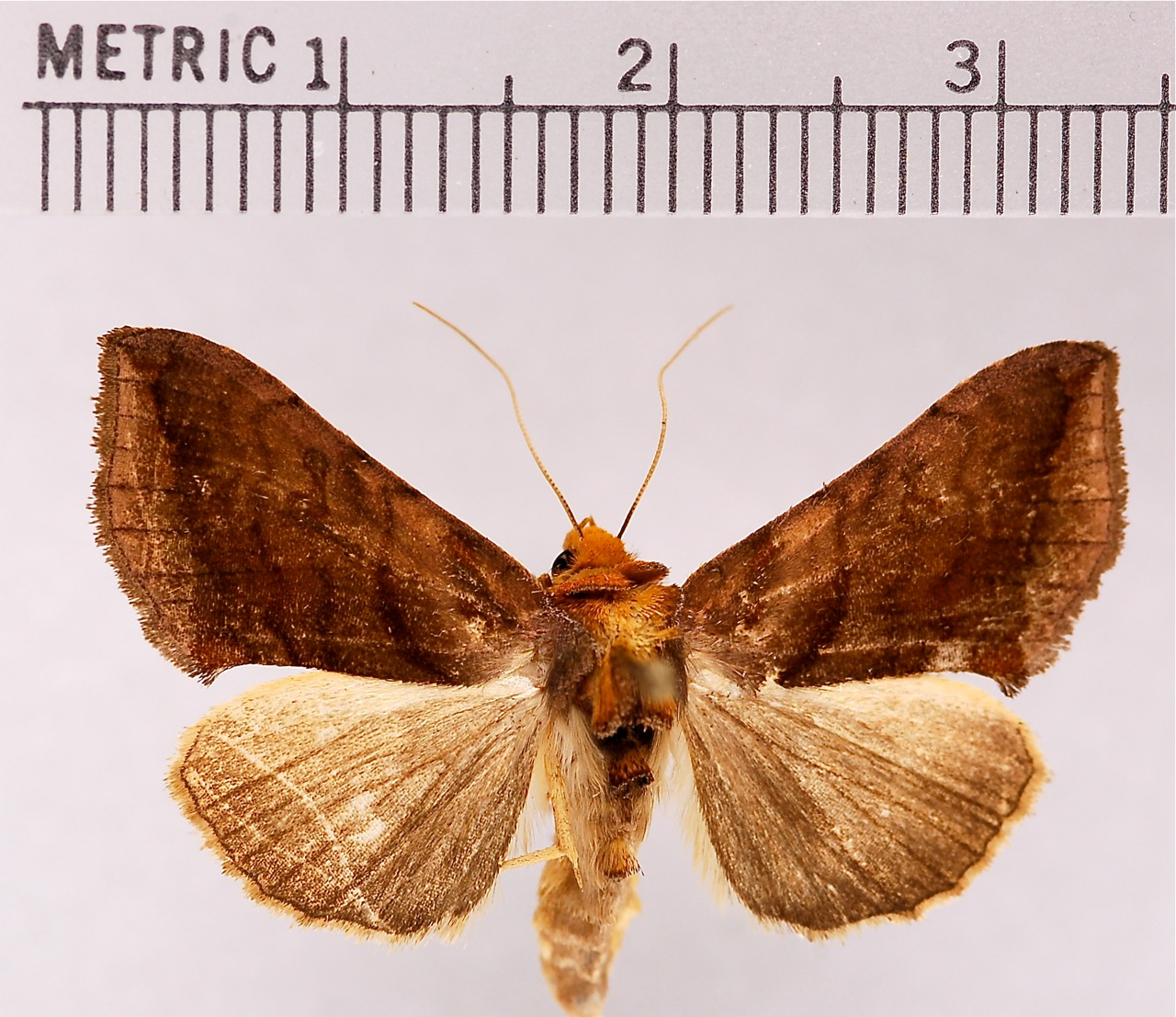